# Караванець
Караванець, Караванеці (рум. Caravaneți) — село у повіті Телеорман в Румунії. Входить до складу комуни Келмецую.
Село розташоване на відстані 111 км на південний захід від Бухареста, 36 км на захід від Александрії, 94 км на південний схід від Крайови.

## Населення
За даними перепису населення 2002 року у селі проживали 406 осіб, з них 404 особи (99,5%) румунів. Рідною мовою 405 осіб (99,8%) назвали румунську.